# Грузија на Европском првенству у атлетици у дворани 2017.
Грузија је учествовала на 34. Европском првенству у дворани 2017 одржаном у Београду, Србија, од 3. до 5. марта. Ово је било једанаесто европско првенство у дворани од 1994. године од када је Грузија први пут учествовала. Репрезентацију Грузије требало је да представља Бачана Хорава у скоку удаљ, али није стартовао.

## Учесници
Мушкарци:
- Бачана Хорава — Скок удаљ

## Резултати

### Мушкарци
| Атлетичар     | Дисциплина | Лични рекорд | Квалификације  | Квалификације  | Полуфинале | Полуфинале | Финале               | Финале               | Детаљи |
| Атлетичар     | Дисциплина | Лични рекорд | Резултат       | Место          | Резултат   | Место      | Резултат             | Место                | Детаљи |
| ------------- | ---------- | ------------ | -------------- | -------------- | ---------- | ---------- | -------------------- | -------------------- | ------ |
| Бачана Хорава | Скок удаљ  | 8,25 НР      | Није стартовао | Није стартовао |            |            | Није се квалификовао | Није се квалификовао |        |